# Ulica Bohaterów Majdanu (Lwów)
Ulica Bohaterów Majdanu (w latach 1944-2014 ulica Hwardyjśka) (ukr. Вулиця Героїв Майдану) − ulica we Lwowie, wiodąca granicą Cmentarza Stryjskiego.  Dochodzi do ulicy Stryjskiej przy Parku Stryjskim. Nazwa z początków XX wieku - Kadecka pochodzi od znajdującej się w górnej jej części budynku Korpusu Kadetów. 
Pod koniec XIX wieku w miejscu dzisiejszej ulicy przebiegała droga biegnąca od pierwszej lwowskiej elektrowni do zajezdni tramwajowej zlokalizowana u zbiegu ulic Pełczyńskiej (dzisiejsza ulica Witowskiego), Wuleckiej (współczesna ulica Akademika Sacharowa) i Kopernika, wzdłuż stawu Pelczyńskiego na terenie Parku Pelczyńskiego. Ulica kończyła się w pobliżu Cmentarza Stryjskiego, który znajdował się w górnej części współczesnego Parku imienia Bohdana Chmielnickiego. Nie później niż w 1895 roku droga otrzymała oficjalną nazwę Parkowa. W 1899 roku w Pomirkach, na końcu ulicy Parkowej, wybudowano zespół Szkoły Kadetów (współczesna Narodowa Akademia Wojsk Lądowych im. Hetmana Piotra Sahajdacznego). Mniej więcej w tych samych latach zmieniono przebieg ulicy prostując ją w początkowej części, a samą ulicę około 1901 roku przemianowano na Kadecką. W tym samym czasie ulicę zaczęto zabudowywać.  
W listopadzie 1918 roku ulica Kadecka wraz z sąsiednimi ulicami stała się miejscem zaciętych walk o budynki Szkoły Kadetów pomiędzy Polakami i Ukraińcami w czasie bitwy o Lwów (1918–1919).
W latach 30. XX w. we Lwowie odbywały się międzynarodowe wyścigi samochodowe Grand Prix Lwowa, podczas których tor wyścigowy przebiegał przez ulicę Kadecką, na której, podobnie jak na innych ulicach po których przebiegał tor, przed zawodami ułożono kostkę brukową.
W 1938 r. dolną część ulicy Kadeckiej podzielono na ulicę Peowiaków, nazwaną na cześć polskiej organizacji paramilitarnej (POW). W kolejnych latach ulica przechodziła kolejne zmiany nazwy: wraz z dojściem do władzy sowieckiej w 1939 roku zmieniono jej nazwę na Thalmana na cześć niemieckiego komunista Ernsta Thalmana, a wraz z przybyciem Niemców do Lwowa, ulica w sierpniu 1941 roku ponownie stała się Kadecką. Po pewnym czasie ulicę przemianowano na Beskidenstrasse, a wraz z ustanowieniem we Lwowie w lipcu 1944 roku reżimu sowieckiego stara nazwa Kadecka została powróciła, ale w grudniu tego samego roku ulica otrzymała nazwę Hwardyjśka. Od 10 kwietnia 2014 roku przemianowana na ulicę Bohaterów Majdanu.

Kamienica przy ul. Kadeckiej 14 należała do wybitnego matematyka prof. Hugona Steinhausa.

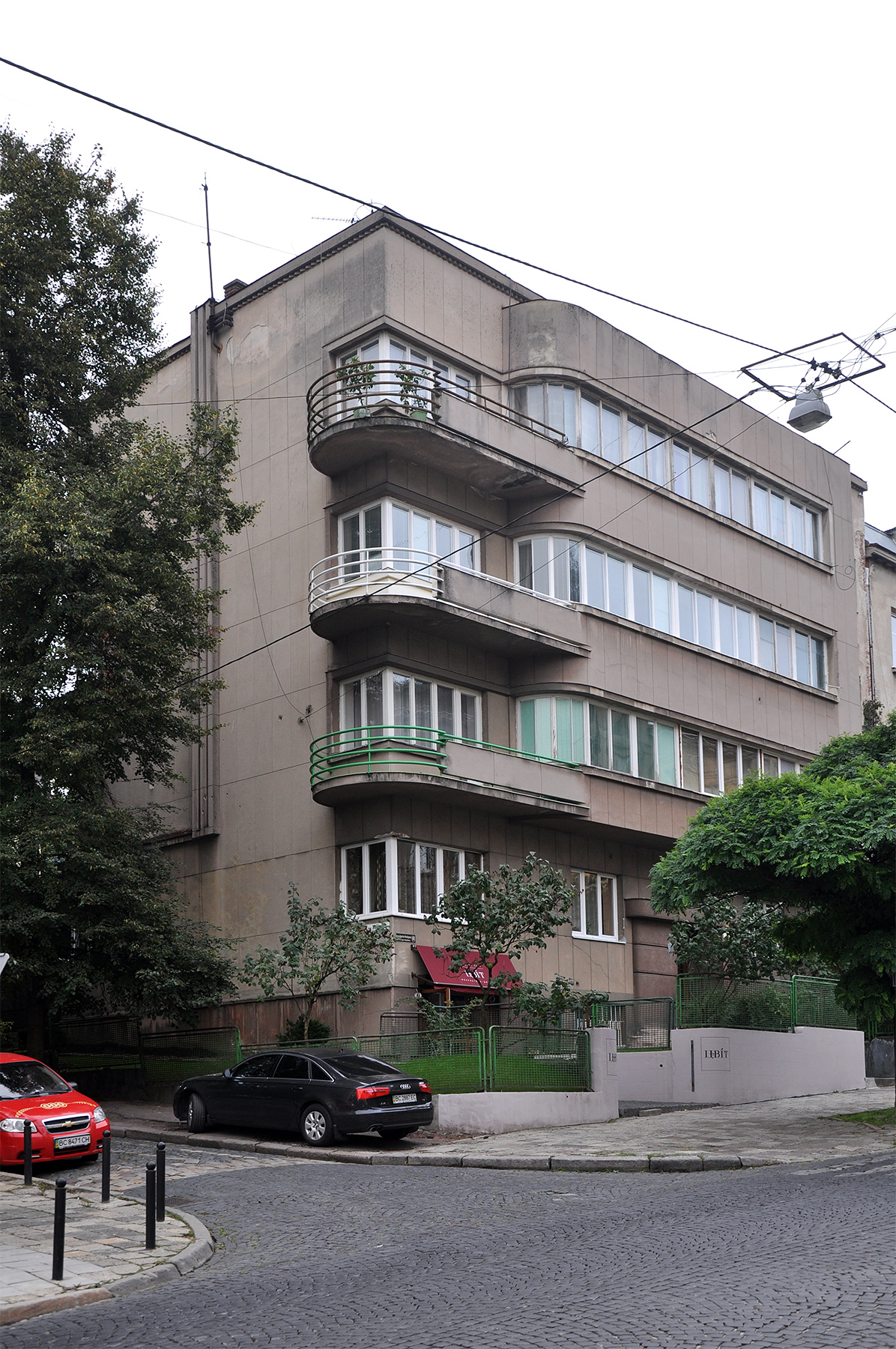
nr 5c
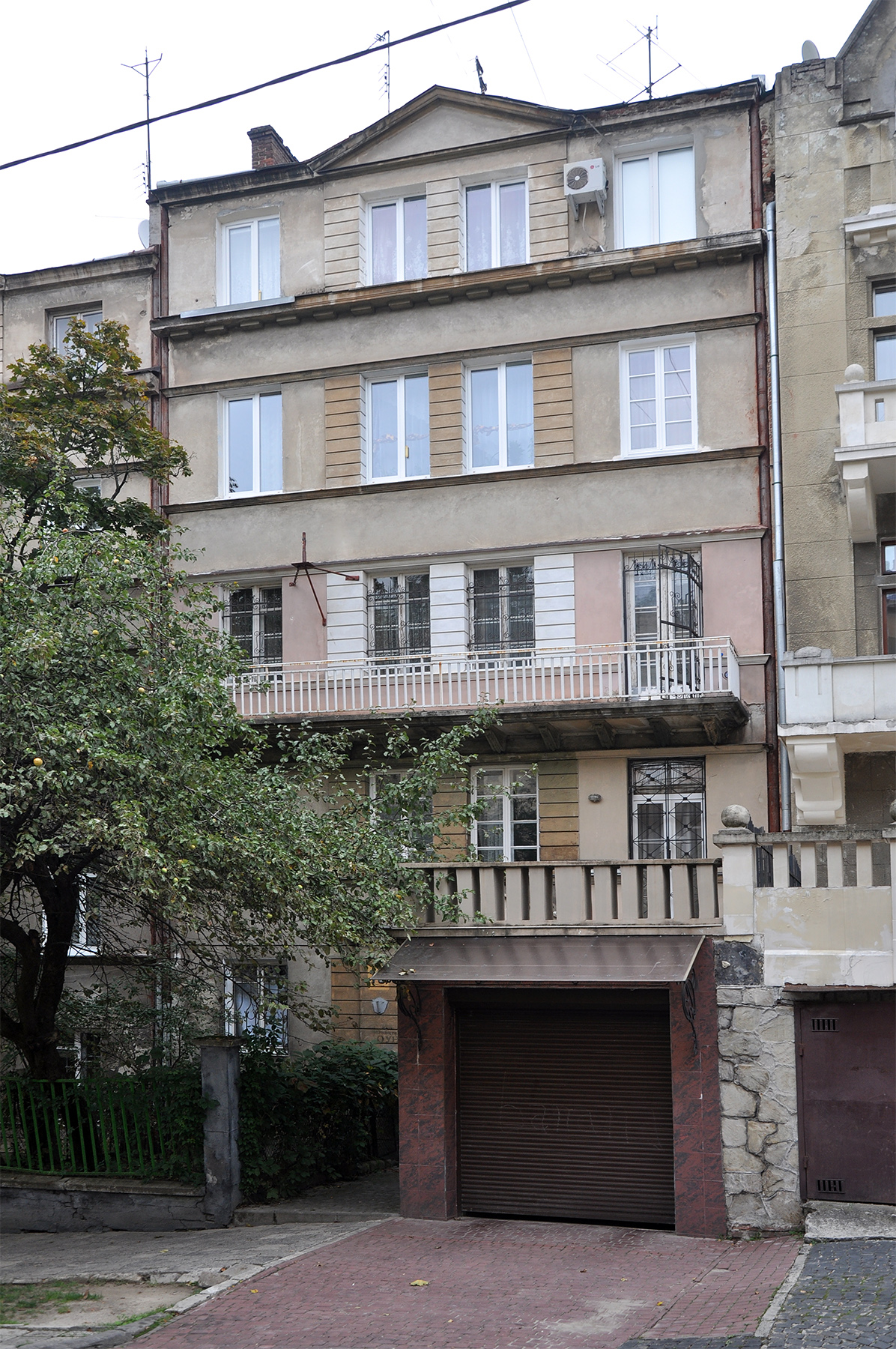
nr 15
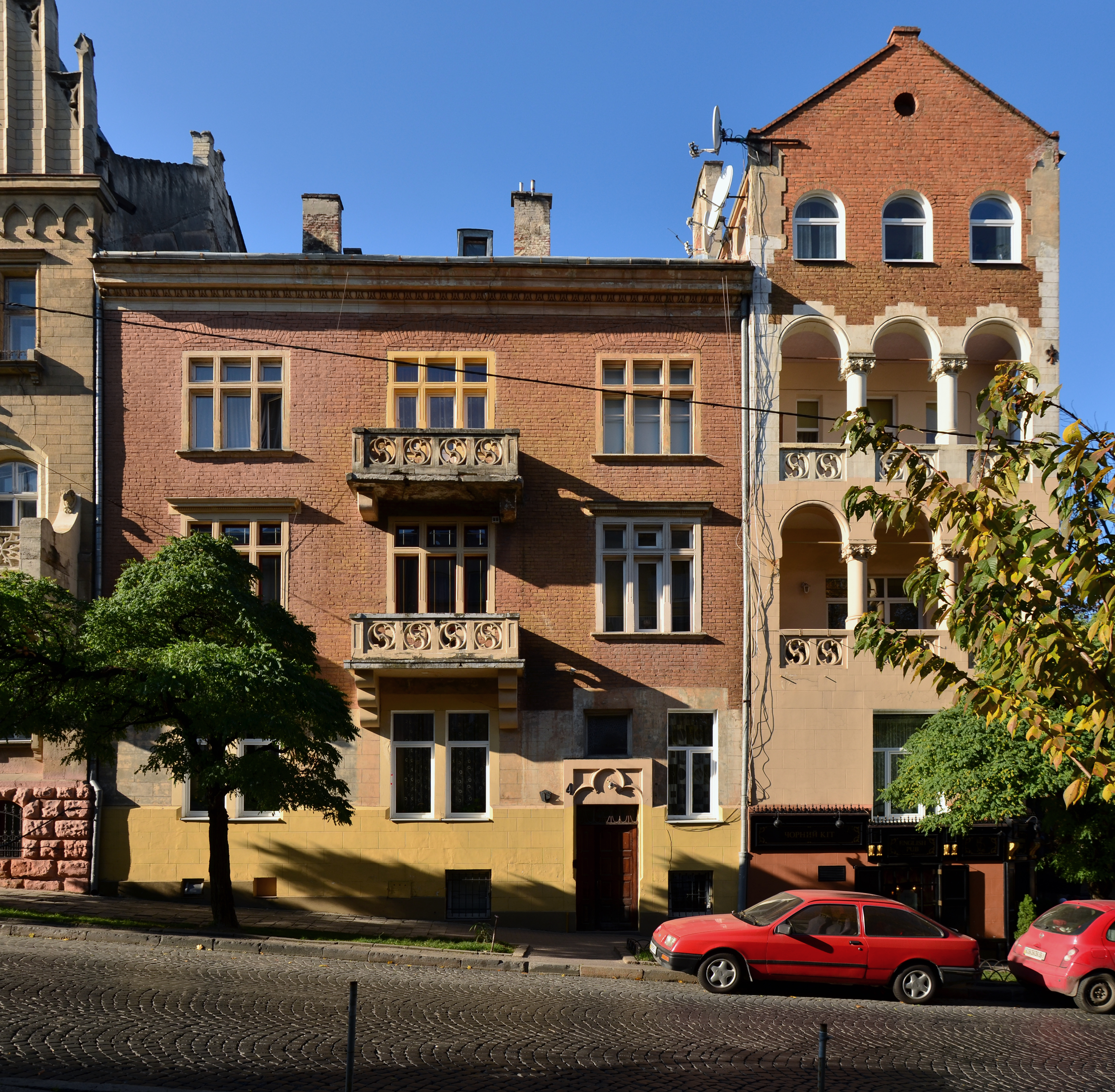
nr 4
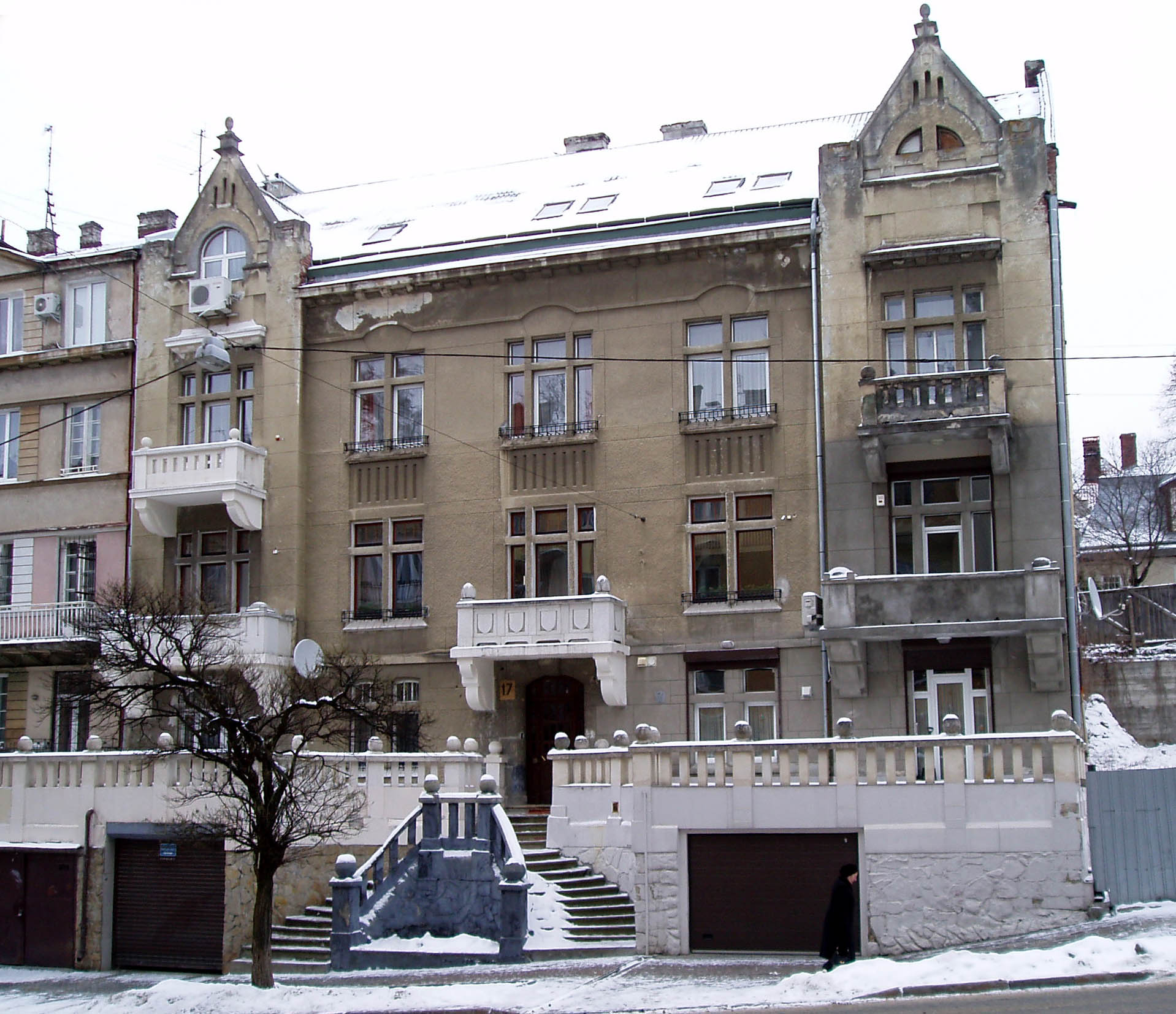
nr 17
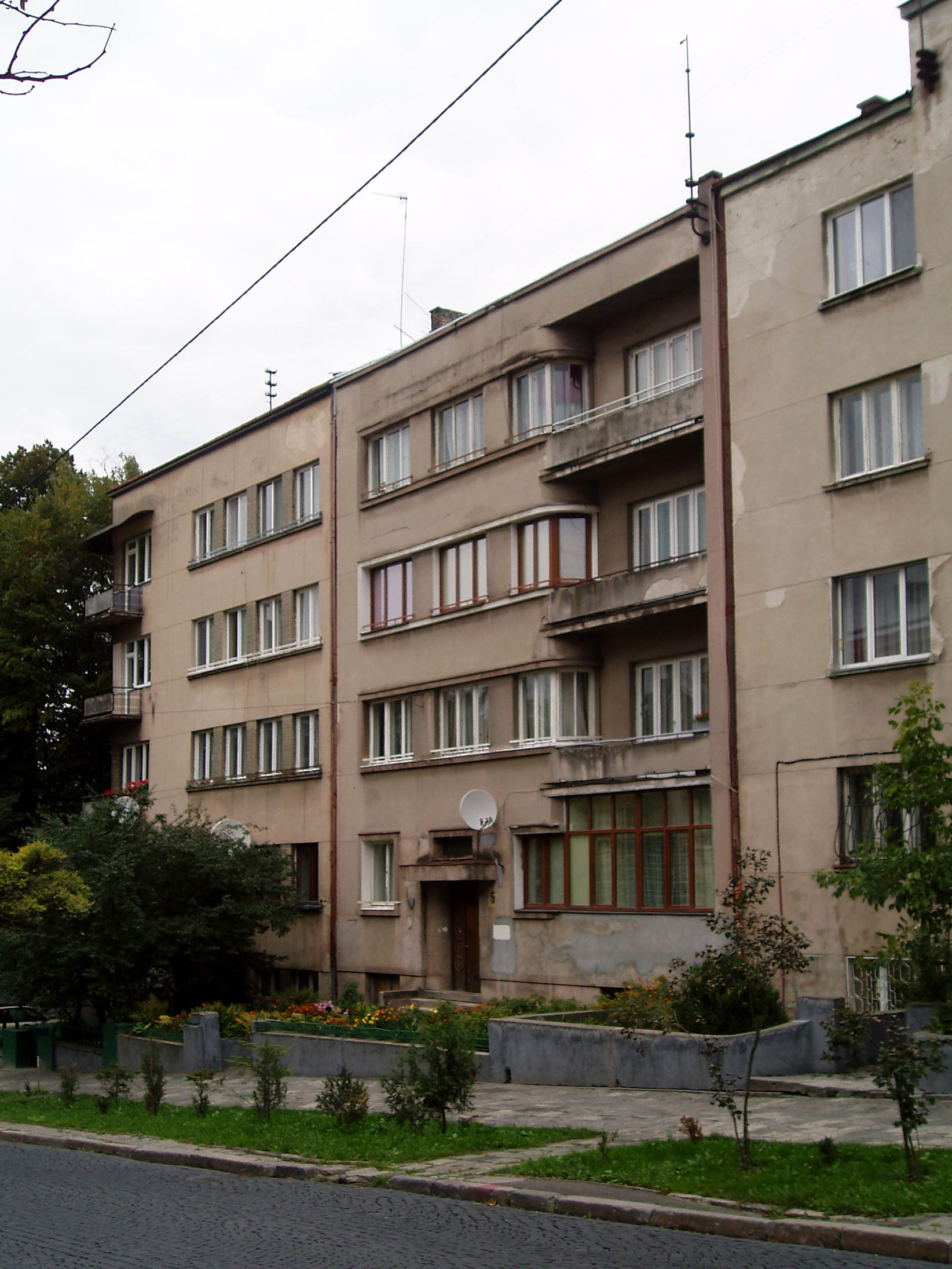
nr 3-5
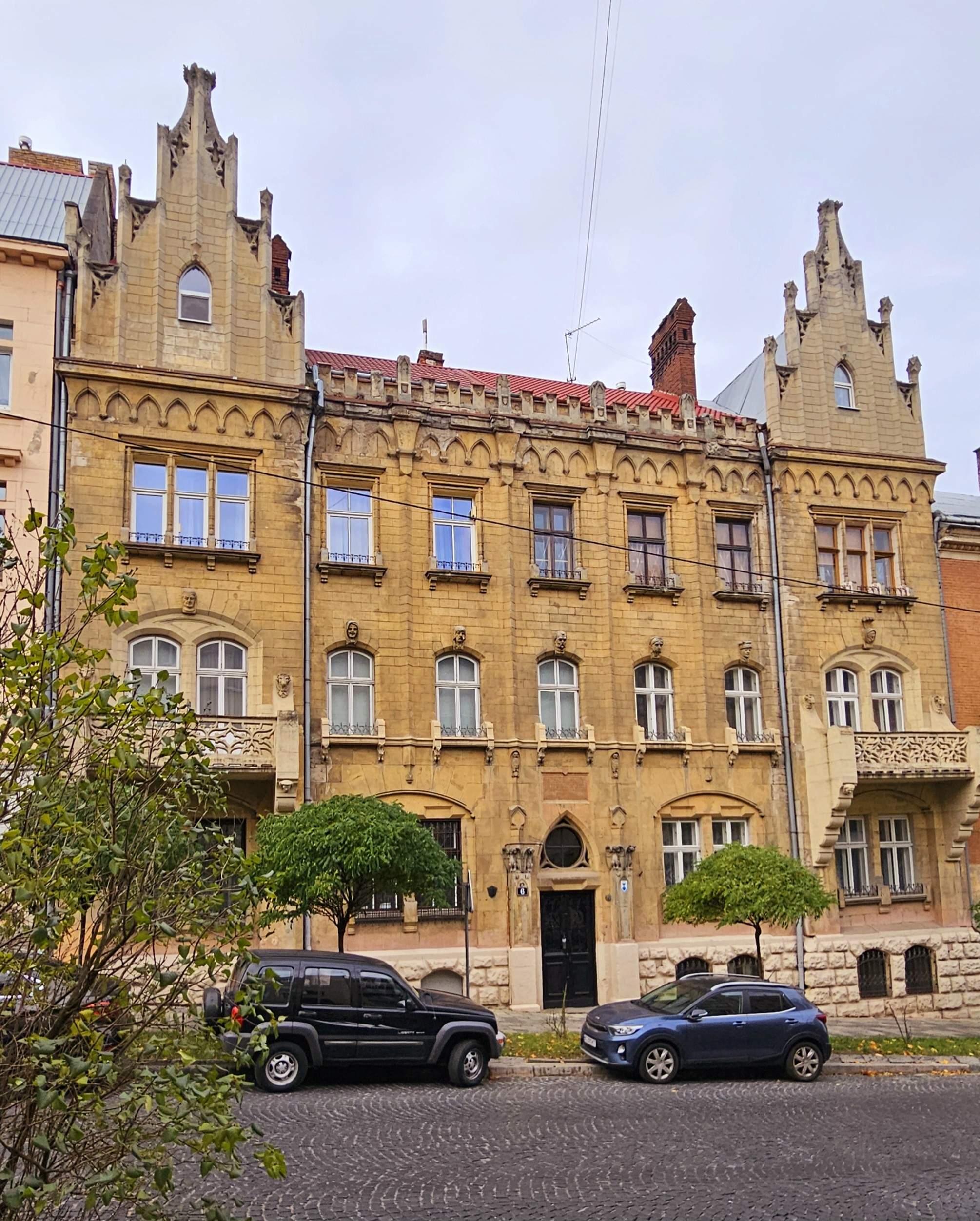
nr 6
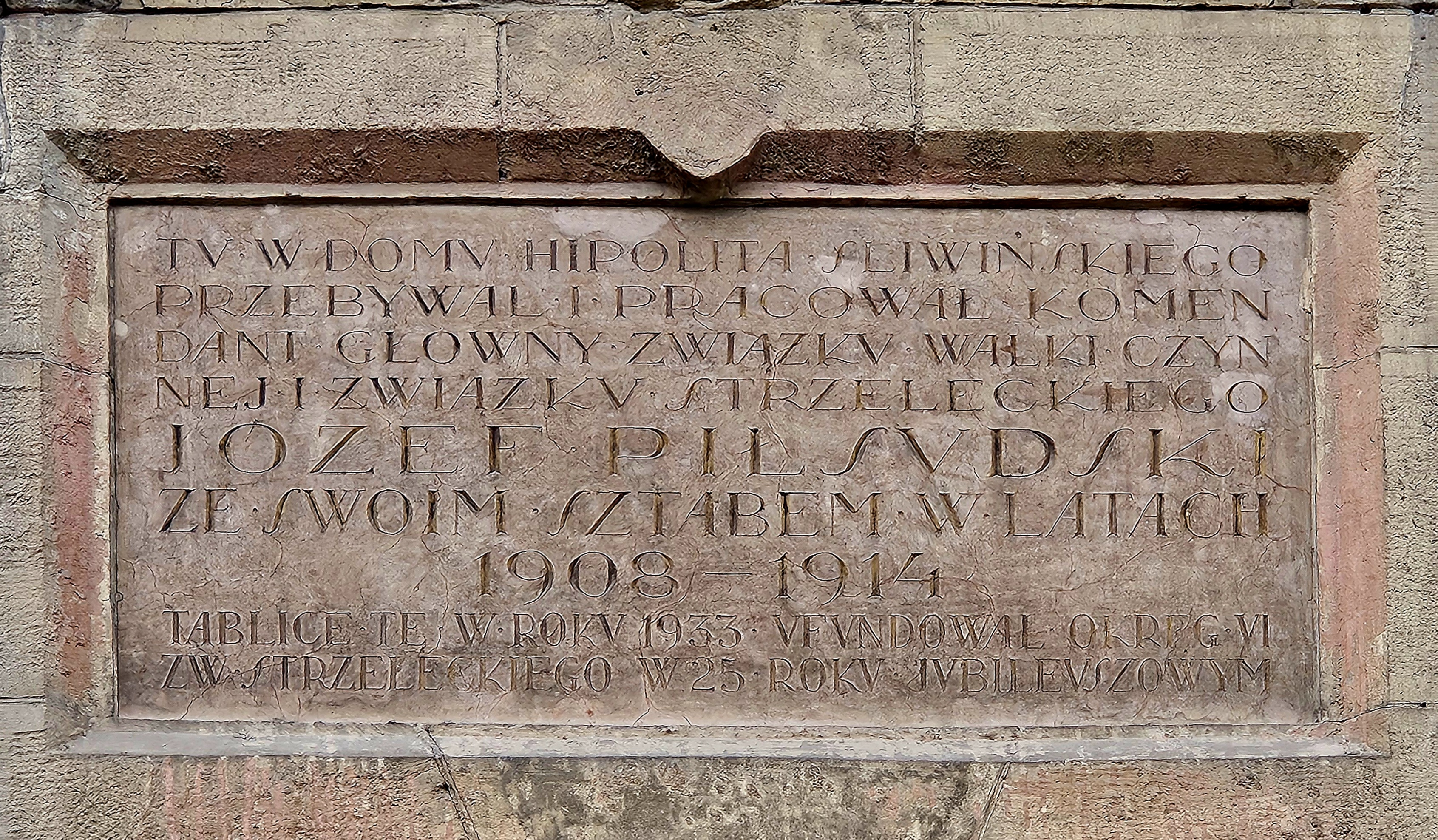
nr 6
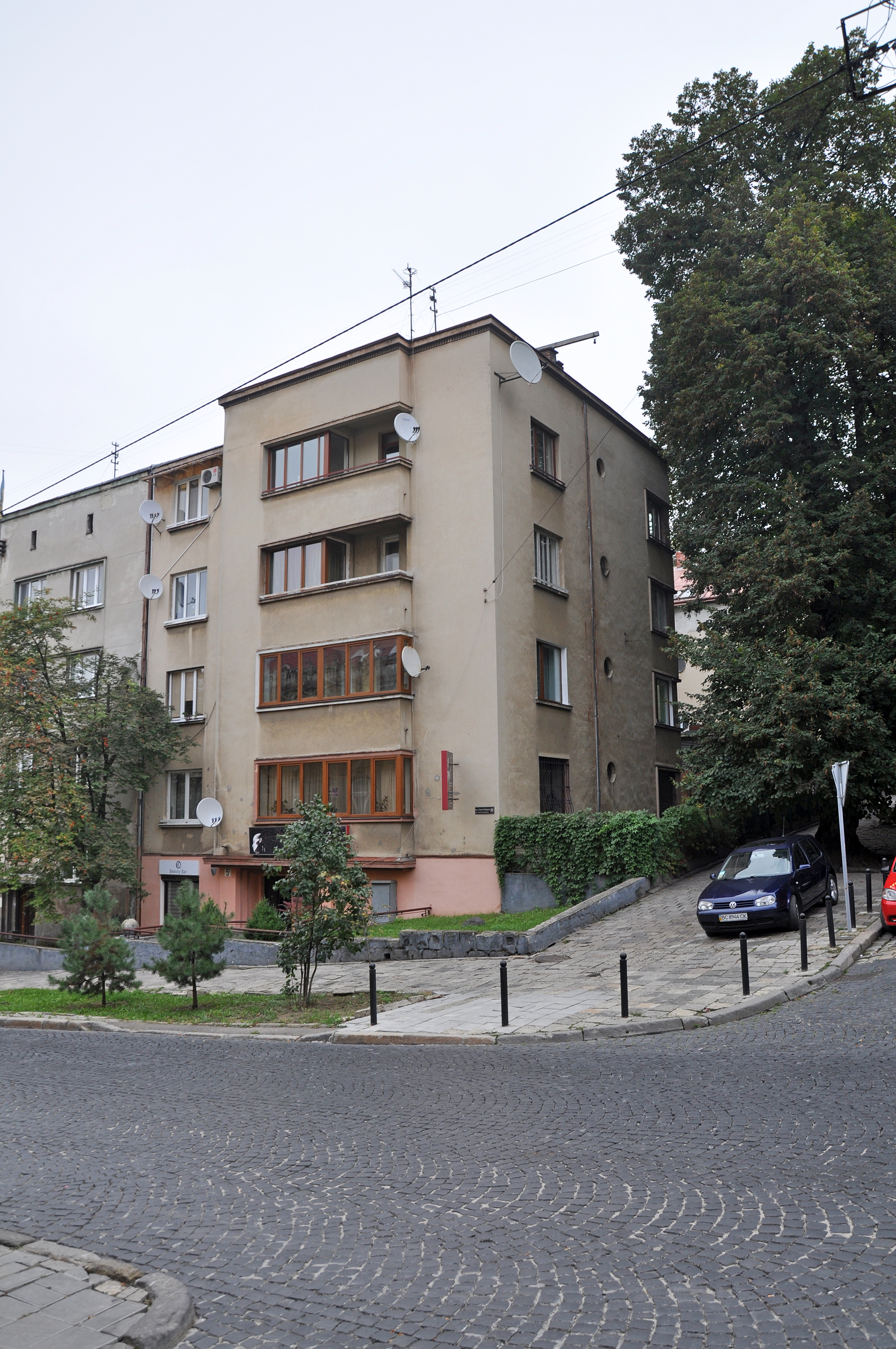
nr 5b
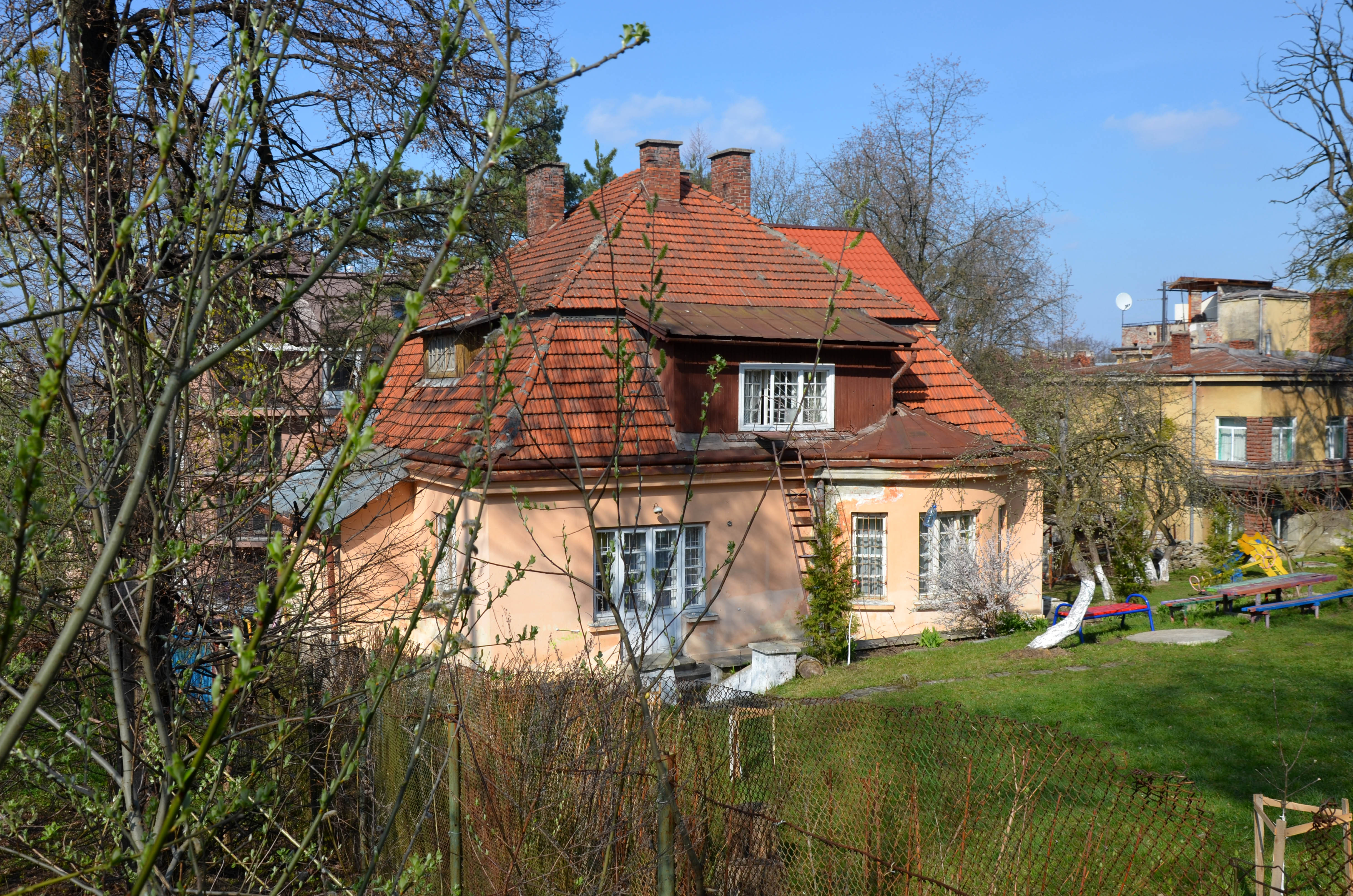
nr 8a
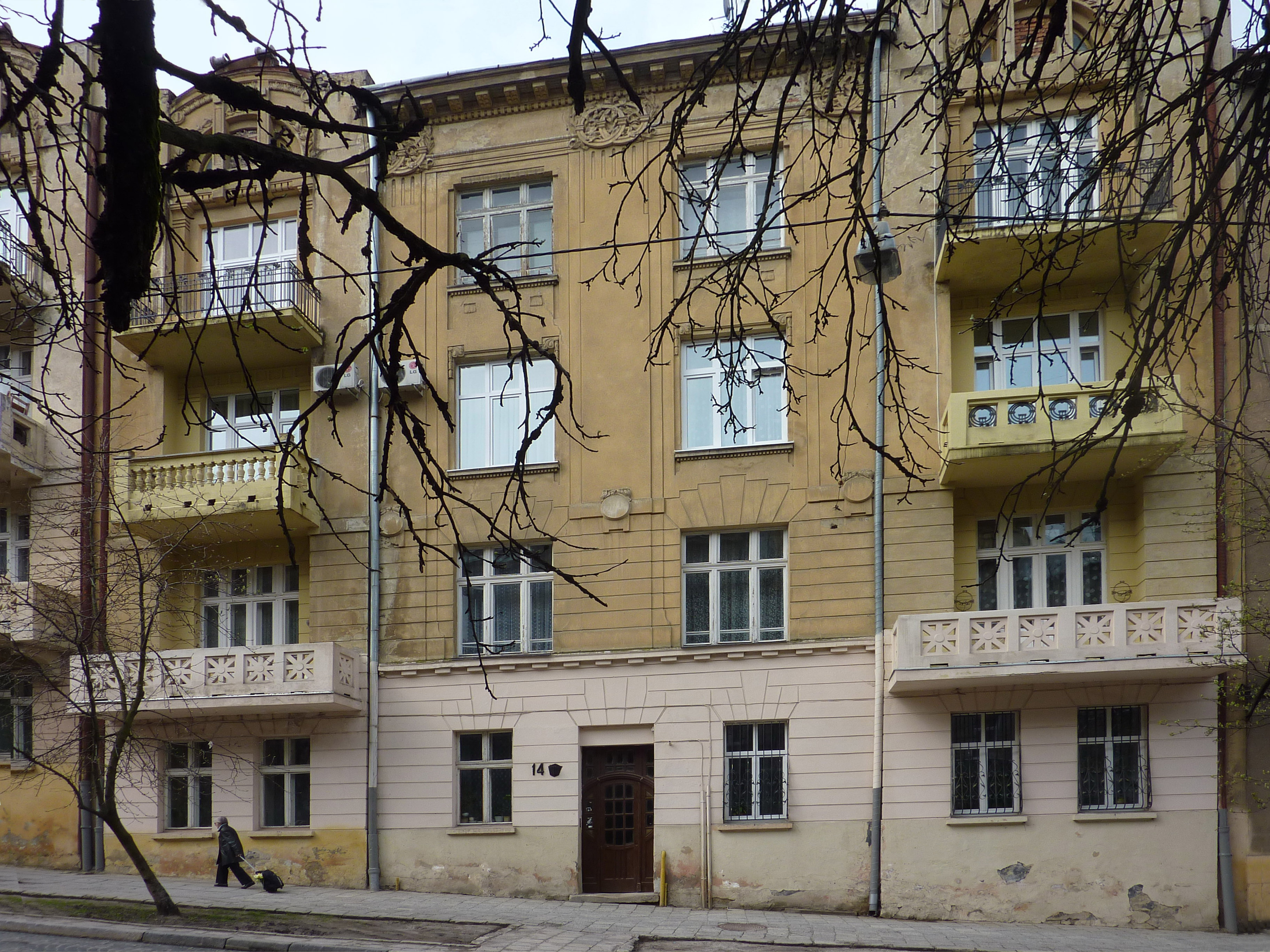
nr 14
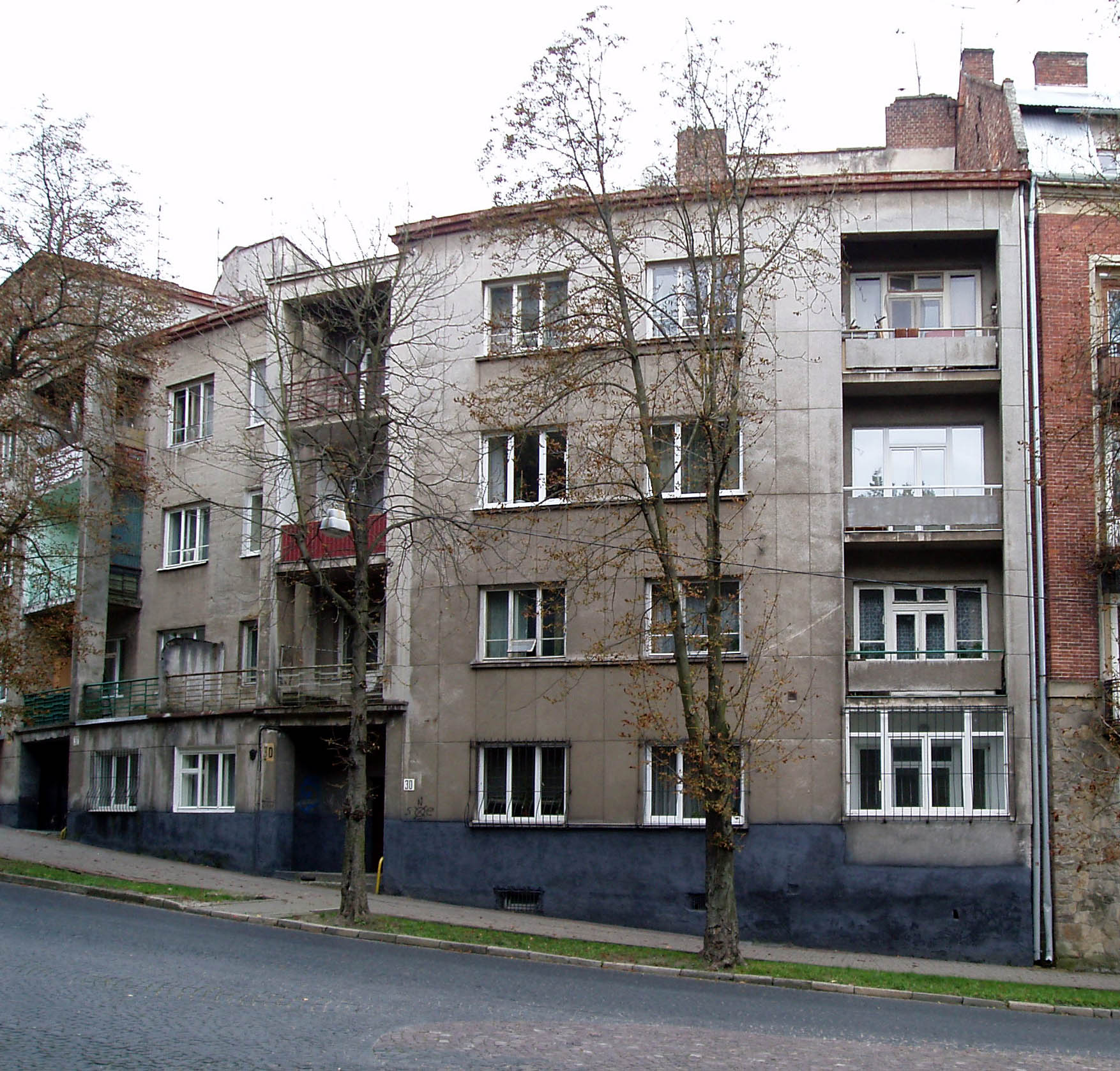
nr 30
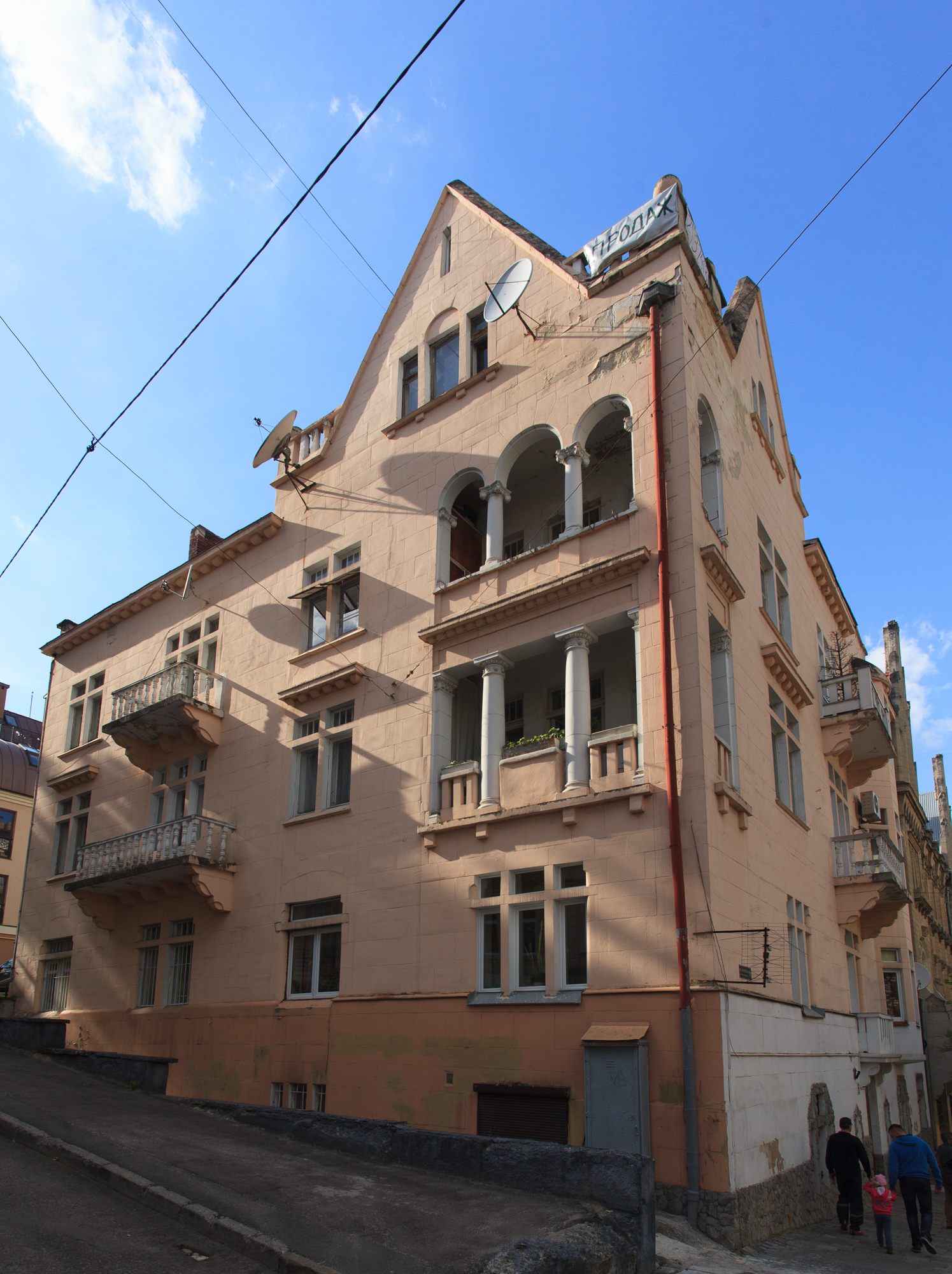